# El Trébol
El Trébol is een plaats in de Argentijnse provincie Santa Fe. De plaats telt 10.506 inwoners.

## Geboren in El Trébol
- Florencio Caffaratti (1915-2001), voetballer